# Christian Gram
Hans Christian Joachim Gram, född 13 september 1853 i Köpenhamn, död 14 november 1938, var en dansk läkare och bakteriolog.
Gram blev 1883 medicine doktor på avhandlingen Undersøgelser over de røde Blodlegemers Størrelse hos Mennesket och uppfann 1883-1885 i Berlin Gramfärgningen, som är en metod att färga bakterier som utnyttjas i bakterieklassificering. 1891-1900 var han professor i farmakologi i Köpenhamn, och sedan 1910 innehade han en professur i medicin, som han frånträdde 1923; han var dessutom sedan 1892 överläkare på Frederiks hospital och Rigshospitalet. Han utgav Klinisk-terapeutiske Förelesninger (4 band, 1902-1909). Han blev hedersdoktor i Oslo 1911.
Hans Christian Gram var son till juridikprofessorn Frederik Terkel Julius Gram.

## Utmärkelser
- Köpenhamns universitets guldmedalj,  1882[8]
- Dannebrogsmännens hederstecken,  1907[8]
- Hedersdoktor vid universitetet i Oslo,  1911[8]
- Kommendör av första graden av Dannebrogorden,  1912[8]
- Förtjänstmedaljen i guld,  1924[8]

[Redigera Wikidata]